# Réjean Houle
Réjean Houle (* 25. Oktober 1949 in Rouyn-Noranda, Québec) ist ein ehemaliger kanadischer Eishockeyspieler (Rechtsaußen), der von 1969 bis 1983 für die Montréal Canadiens in der National Hockey League und die Québec Nordiques in der World Hockey Association spielte.

## Karriere
Als Junior spielte er für die Montréal Junior Canadiens in der OHA. Das Team hatte all die Junioren in seinen Reihen, über die man zu dieser Zeit sprach. Der Gewinn des Memorial Cups war keine Überraschung. Während sein Teamkamerad Gilbert Perreault für den NHL Amateur Draft 1969 noch zu jung war und im kommenden Jahr als Topspieler gezogen wurde, war nur die Frage 1969, ob Houle oder Marc Tardif in diesem Jahr als Erster ausgewählt würde. Beim ersten Draft, der in etwa dem heutigen NHL Entry Draft glich, wählten die Montreal Canadiens Houle zuerst und Tardif mit dem zweiten Pick.
Er spürte den Druck, der auf ihm lastete, und verbrachte die Saison 1969/70 überwiegend in der American Hockey League bei den Montreal Voyageurs. Nur neun Spiele bestritt er in der NHL und seine Ausbeute war lediglich eine Vorlage. In den folgenden Jahren schaffte er den Durchbruch in der NHL und konnte zweimal den Stanley Cup gewinnen. Er spielte in einer Reihe mit Henri Richard und Claude Larose. Doch trotz sichtbarer Steigerungen ging es den Leuten in Montreal zu langsam: die großen in ihn gesteckten Erwartungen konnte er nicht vollständig erfüllen.
Eine neue Chance boten ihm die Quebec Nordiques in der World Hockey Association. Ab der Saison 1973/74 spielte er in der neuen Liga und entwickelte sich gut. An dem zweiten Jahr war sein ehemaliger Weggefährte Marc Tardif wieder in seinem Team, in der Saison 1975/76 schaffte er über 100 Punkte.
Mit dem neuen Selbstvertrauen entschied er sich, zu den Canadiens in die NHL zurückzukehren. Montreal war amtierender Stanley-Cup-Sieger und mit Houle in ihren Reihen konnten die Habs den Titel drei weitere Male in Folge gewinnen. Bis 1983 blieb er bei seinem Team, bevor er seine aktive Karriere beendete.
Im Anschluss arbeitete er für die die Brauerei Molson. 1995 übernahm er den Posten des General Managers bei den Canadiens, doch nur wenige Wochen später kam es zum Streit zwischen Patrick Roy und dem Trainer. Roy drängte auf einen Wechsel und Houle musste den Topstar ziehen lassen. Bis 2000 blieb er als GM in Montreal.

## Sportliche Erfolge
- Memorial Cup: 1969
- Stanley Cup: 1971, 1973, 1977, 1978 und 1979

### Persönliche Auszeichnungen
- Red Tilson Trophy: 1969
- OHA-Jr. First All-Star Team: 1969
- Eddie Powers Memorial Trophy: 1969
- WHA All-Star Game: 1974, 1975
- WHA All-Star Game MVP: 1975